# Powellia marcgraviae
Powellia marcgraviae är en svampart som beskrevs av Bat. & Peres 1964. Powellia marcgraviae ingår i släktet Powellia, divisionen sporsäcksvampar och riket svampar.   Inga underarter finns listade i Catalogue of Life.